# Graderprofil

Schematische Darstellung des Graderprofils

Das Graderprofil (auch Uhrglasprofil) stellt eine Form der Querneigung im Straßen- und Wegebau dar. Seine Form ist dem Dachprofil ähnlich, besitzt allerdings eine von der Mitte bis zum Rand immer weiter zunehmende Querneigung (so genannte Uhrglasform), um das Oberflächenwasser rasch und schadensfrei ableiten zu können. In der Mitte beträgt die Querneigung etwa 2 bis 3 %, am Rand erhöht sich die Querneigung auf 8 bis 12 %. Anwendung fand das Graderprofil bereits beim Bau der Römerstraßen, heute wird es überwiegend bei wenig befahrenen ländlichen Wegen mit ungebundenen Deckschichten verwendet. Die Herstellung bzw. Instandsetzung erfolgt dort in der Regel mit dem Grader, wodurch das Profil auch seine Bezeichnung erhält.